# Co się wydarzyło w Madison County
Co się wydarzyło w Madison County (ang. The Bridges of Madison County) – powieść obyczajowa amerykańskiego autora Roberta J. Wallera.
Wydana w 1992 przez wydawnictwo Warner Books, ISBN 0-446-51652-X. Pierwsze polskie wydanie, w tłumaczeniu Doroty Malinowskiej, opublikowało wydawnictwo Prószyński i S-ka w 1994. W 2003 ukazał się polski przekład Jacka Manickiego i Władysława Masiulanisa wydany przez Wydawnictwo Albatros.
Powieść została zekranizowana przez Clinta Eastwooda w 1995. Główne role zagrali Meryl Streep i sam Clint Eastwood.

## Opis fabuły
Francesca Johnson, kobieta w średnim wieku, wiedzie spokojny, monotonny żywot wśród pól hrabstwa Madison w stanie Iowa. Wraz z mężem i dwójką dzieci prowadzą farmę. Francesca jest Włoszką z urodzenia. Męża poznała w czasie wojny i przybyła wraz z nim do Ameryki. Pewnego dnia, gdy jest sama, na farmie zjawia się mężczyzna, Robert Kincaid, fotograf, pracujący dla National Geographic. Pyta tylko o drogę, zamierzając sfotografować stare mosty w okolicy, ale między nim a Franceską szybko nawiązuje się nić wzajemnej fascynacji. Oboje są w średnim wieku, oboje mają za sobą bagaż różnych doświadczeń życiowych. Stopniowo poznają się coraz bliżej, i dają się ogarnąć nieoczekiwanemu uczuciu. Wszystko trwa tylko 4 dni, bo tyle Francesca jest sama w domu, ale te 4 dni dla obojga staną się najważniejszymi dniami w życiu. Robert wraca do swoich zajęć, a Francesca jak dawniej zajmuje się mężem i dziećmi, ale nic nie jest już takie jak przedtem. Oboje dożywają swych lat, chroniąc romantyczną tajemnicę, nie chcąc ranić swych bliskich. Dorosłe dzieci Franceski dowiadują się o płomiennym romansie, który przeżyła ich matka, i który odmienił resztę jej życia, dopiero z listu zostawionego w jej osobistych dokumentach.